# Soiuz 27
Soiuz 27 (rus: Союз 27, Unió 27) va ser un vol espacial tripulat de la Unió Soviètica en 1978 que va volar a l'estació espacial Saliut 6, durant la missió EP-1. Va ser el tercer vol espacial tripulat a l'estació, i el segon acoblament amb èxit. Un cop acoblat, va marcar el primer cop que tres naus espacials eren acoblades juntes.
La funció principal de la missió EP-1 era intercanviar la nau Soiuz amb la tripulació que estava en òrbita, en fer-ho, alliberaven un port d'acoblament per a una pròxima cisterna de subministrament. Els cosmonautes Vladímir Djanibékov i Oleg Màkarov van tornar a la Terra en la nau espacial Soiuz 26 després d'estar cinc dies a l'estació.

## Tripulació
| Posició         | Cosmonauta de llançament                     | Cosmonauta d'aterratge                   |
| --------------- | -------------------------------------------- | ---------------------------------------- |
| Comandant       | Vladímir Djanibékov EP-1 Primer vol espacial | Iuri Romanenko EO-1 Primer vol espacial  |
| Enginyer de vol | Oleg Màkarov EP-1 Tercer vol espacial        | Gueorgui Gretxko EO-1 Segon vol espacial |

### Tripulació de reserva
| Posició                                                                 | Cosmonauta            | Cosmonauta            |
| ----------------------------------------------------------------------- | --------------------- | --------------------- |
| Comandant                                                               | Vladímir Kovaliónok   | Vladímir Kovaliónok   |
| Enginyer de vol                                                         | Aleksandr Ivantxénkov | Aleksandr Ivantxénkov |
| Les tripulacions de llançament i aterratge tenien els mateixos reserves |                       |                       |

## Paràmetres de la missió
- Massa: 6800 kg
- Perigeu: 198,9 km
- Apogeu: 253,8 km
- Inclinació: 51,65°
- Període: 88,73 minuts